# Desierto de Cholistán
El desierto de Cholistán llamado localmente Rohi (en punyabí: چولستان) se extiende a lo largo de la división de Bahawalpur, en el Panyab pakistaní. Considerado como una extensión noroccidental del desierto de Thar. Continúa hasta el centro sureste de Rajasthan, en la India.

## Etimología
La palabra Cholistán deriva del túrquico chol, cuyo significado es «arenas» e istan, sufijo persa para la designación de «tierra de».

## Población
Tradicionalmente la población del Cholistán ha sido seminómada, se ha desplazado de un lugar a otro en busca de agua y pasturas para sus ganados. El lecho seco del río Hakra recorre la región y se encuentra rodeado por antiguos sitios de la cultura del valle del Indo.

## Historia
Se encuentran aproximadamente trescientos sitios arqueológicos harappianos de la cultura del valle del Indo establecidos en el valle del Ghaggar, esto significaría que en el desierto de Cholistán se encontraría el 20% de los sitios arqueológicos harappianos. El área actualmente desértica poseyó cultivos constantes y regularmente irrigados hasta el 1200 a. C. y luego, con el aumento de la desecación, cultivos con irrigación estacional hasta el 600 a. C., el territorio se volvió árido al secarse el río Hakra, en la actualidad se está intentando revertir la desertización mediante un canal que deriva parte de las aguas del río Sutlej (o Sutlaj) sin embargo, la población aún mantiene modos de vida semejantes a los que poseía desde hace doscientos años.

## Galería

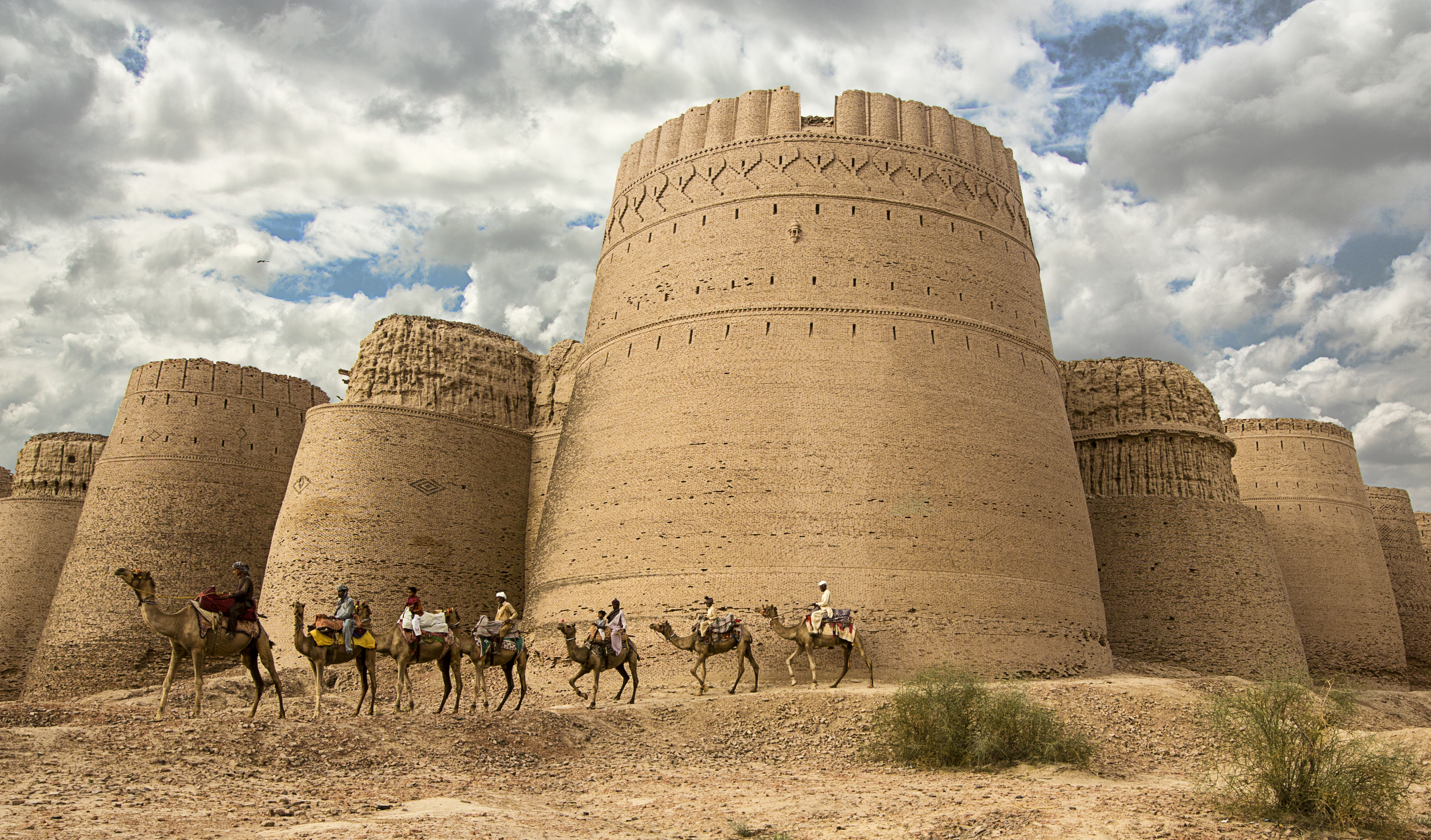
Fuerte Derawar del Cholistán
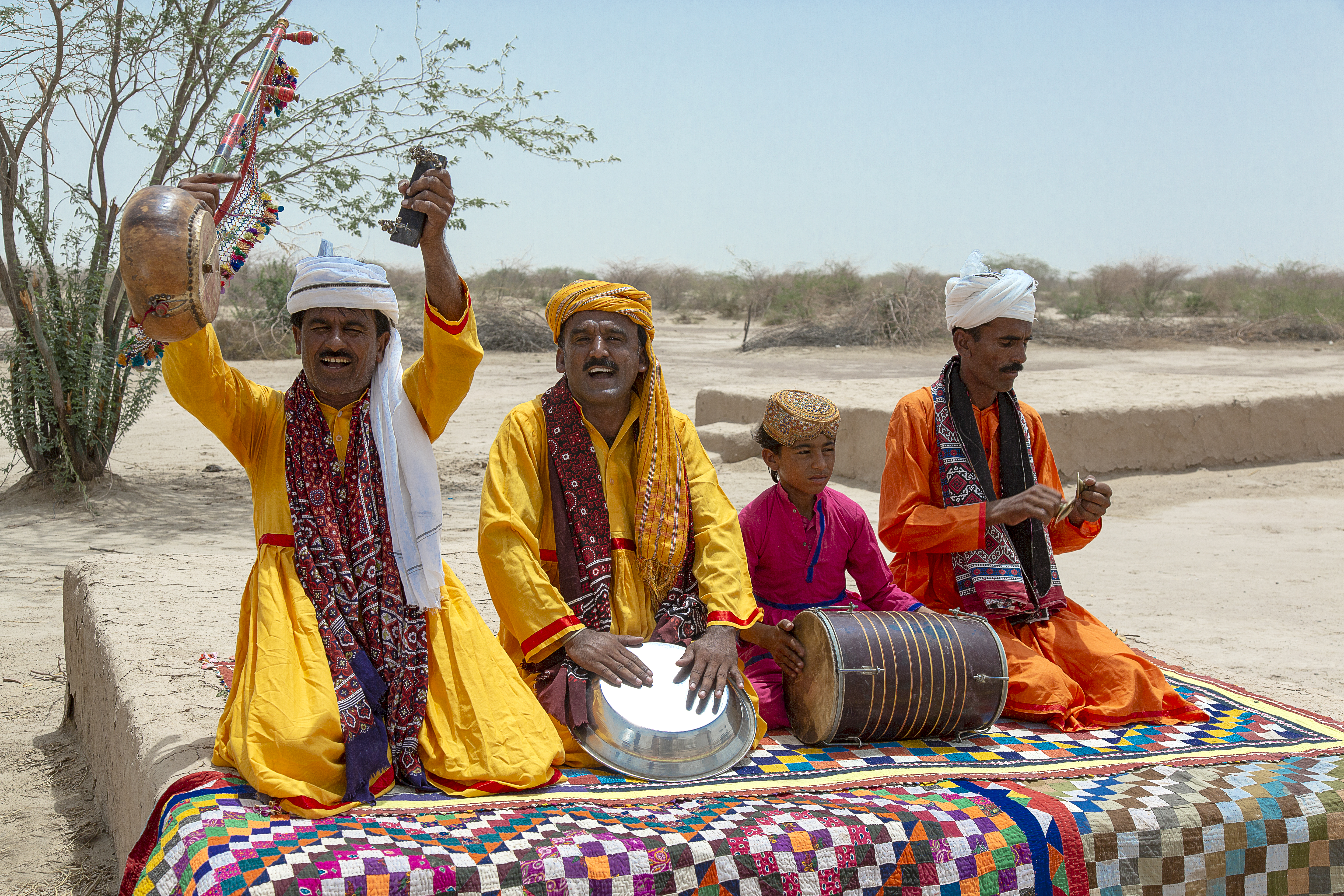
Músicos y cantantes cholistaníes
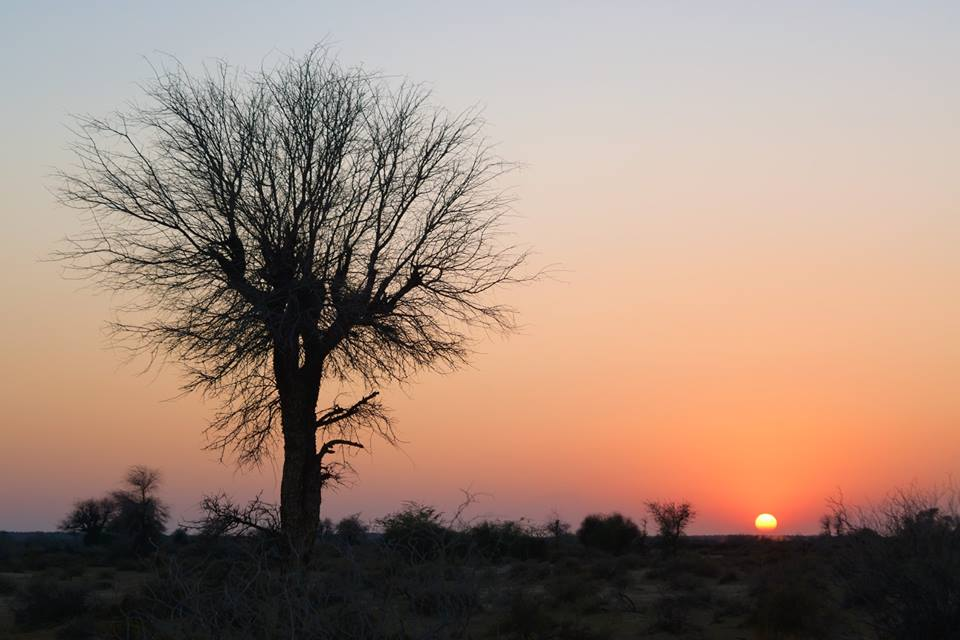